# Sergio Bonelli Editore
Sergio Bonelli Editore — італійське видавництво коміксів, з щомісячними продажами більш ніж 500 000 копій.
Засноване редактором Джованні Луїджі Бонеллі у 1940 році, воно було продане в 1945 році колишній дружині Чая Бертасі, яка згодом випустила деякі з найбільш видатних і довгоіснуючих персонажів італійської культури, такі образи як Tex Willer, Piccolo Ranger, Zagor та Dylan Dog.

## Огляд
Компанія популяризувала формат коміксів, який став відомим під назвою «Бонелліано». Ці комікси представляли собою повні історії на 98 чорно-білих сторінках у форматі кишенькової книжки. Тематика завжди була пригодницькою: вестерн, жахи, таємниці чи наукова фантастика. На сьогоднішній день бонелліані є найпопулярнішою формою коміксів в Італії.
Компанія була заснована як Casa Audace Editrice у 1940 році. У 1957 році, коли Серджіо став директором, видавництво було перейменовано на Edizioni Araldo. У наступні роки назва видавництва змінювалася на CEPIM, Daim Press та Altamira - іноді воно було відоме під двома назвами одночасно. Приблизно у 1990 році його було перейменовано на Sergio Bonelli Editore на честь молодшого Бонеллі.
З 1948 року компанія видає журнал Tex Willer, створений Джан Луїджі Бонеллі та Ауреліо Галлеппіні.
Серджіо Бонеллі (псевдонім Гвідо Нолітта) та художника Галлієно Феррі вперше опублікували «Загору» у 1961 році.
У 1970-х роках компанія опублікувала Un uomo un'avventura («Людина пригода»), серію графічних романів таких авторів, як Бонві, Гвідо Крепакс, Г'юго Пратт і Серджіо Топпі.